# 16164 Yangli
A 16164 Yangli (ideiglenes jelöléssel 2000 AO69) a Naprendszer kisbolygóövében található aszteroida. A LINEAR projekt keretében fedezték fel 2000. január 5-én.